# Henryk Lederman

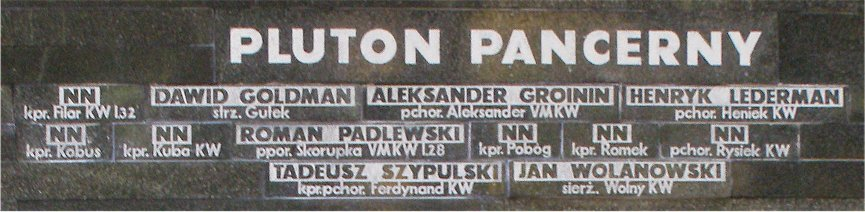
Na Powązkach Wojskowych – fragment ściany z nazwiskami poległych z plutonu pancernego

Henryk Lederman ps. Heniek (ur. ?, zm. najprawdopodobniej 5 września 1944 w Warszawie) – podchorąży, uczestnik powstania w getcie w 1943 i powstania warszawskiego w 1944 roku.
5. dnia powstania warszawskiego został uwolniony z obozu „Gęsiówka” przez oddziały Armii Krajowej. Po tym wydarzeniu zebrał grupę kilkunastu z 348 uwolnionych więźniów pochodzenia żydowskiego i zameldował porucznikowi Wacławowi Micucie gotowość oddziału żydowskiego do boju. Został mechanikiem w plutonie pancernym dowodzonym przez por. Micutę. Wkrótce służył na Starym Mieście wraz z Dawidem Goldmanem (ps. „Gutek”) jako łącznik kanałowy (znał wiele połączeń, gdyż uczestniczył w powstaniu w getcie).
Później, jako ranny, znalazł się w szpitalu przy ul. Drewnianej na Powiślu. Tam też zginął 5 września 1944, zamordowany przez żołnierzy niemieckich.
Odznaczony Krzyżem Walecznych.